# Cardicola mugilis
Cardicola mugilis är en plattmaskart. Cardicola mugilis ingår i släktet Cardicola och familjen Sanguinicolidae. Inga underarter finns listade i Catalogue of Life.